# 韋斯特福德 (紐約州普查規定居民點)
韋斯特福德（英語：Westford）是位於美國紐約州奧齊戈縣的普查規定居民點。

## 人口
根據2020年美國人口普查的數據，韋斯特福德的面積為4.26平方千米，皆為陸地。當地共有人口145人，而人口密度為每平方千米34.04人。